# Ib Frederiksen
Ib Frederiksen (* 1964) ist ein ehemaliger dänischer Badmintonspieler.

## Karriere
Ib Frederiksen wurde 1985 nordischer Meister im Herreneinzel. Ein Jahr später siegte er sowohl bei den dänischen Einzelmeisterschaften als auch bei den Dutch Open. Bei der Europameisterschaft desselben Jahres gewann er Silber im Einzel und Gold mit dem Team. 1988 konnte er die All England für sich entscheiden.

## Sportliche Erfolge
| Saison    | Veranstaltung                                    | Disziplin    | Platz | Name |
| --------- | ------------------------------------------------ | ------------ | ----- | --- |
| 1979/1980 | Dänemark: Einzelmeisterschaften der Junioren U18 | Herreneinzel | 1     | Ib Frederiksen, Resen |
| 1983/1984 | Dänemark: Einzelmeisterschaft der Amateure       | Herreneinzel | 1     | Ib Frederiksen, Højbjerg BK                                                                                               |
| 1984/1985 | Dänemark: Einzelmeisterschaft der Amateure       | Mixed        | 1     | Ib Frederiksen / Gitte Paulsen, Triton Aalborg                                                                            |
| 1985      | Nordische Meisterschaften                        | Herreneinzel | 1     | Ib Frederiksen |
| 1985/1986 | Dänemark: Einzelmeisterschaften                  | Herreneinzel | 1     | Ib Frederiksen, Gentofte BK                                                                                               |
| 1986      | Dutch Open                                       | Herreneinzel | 1     | Ib Frederiksen |
| 1986      | Europameisterschaft                              | Herreneinzel | 2     | Ib Frederiksen |
| 1986      | Europameisterschaft                              | Mannschaft   | 1     | Dänemark (Morten Frost, Torben Carlsen, Michael Kjeldsen, Kirsten Larsen, Steen Fladberg, Jesper Helledie, Ib Fredriksen) |
| 1987      | Austrian International                           | Herreneinzel | 1     | Ib Frederiksen |
| 1987      | French Open                                      | Herreneinzel | 1     | Ib Frederiksen |
| 1988      | All England                                      | Herreneinzel | 1     | Ib Frederiksen |
| 1990      | Scottish Open                                    | Herreneinzel | 1     | Ib Frederiksen |
| 1991      | Swiss Open                                       | Herreneinzel | 2     | Ib Frederiksen |